# Netscape Communications Corporation
Netscape Communications Corporation (běžně známá jako Netscape) byla americká počítačová společnost, která byla známa hlavně pro svůj webový prohlížeč. Byla založena 4. dubna 1994 Marcem Andreessenem a Jimem Clarkem a samostatně existovala až do roku 2003, kdy byla koupena společností AOL. Vývoj prohlížečů byl roku 2008 zastaven a AOL dnes pod značkou Netscape nabízí internetové připojení.

## Historie
Společnost vznikla v roce 1994 a jako první se pokusila finančně vydělat na vznikajícím World Wide Webu. 13. října 1994 vydala webový prohlížeč Mosaic Netscape 0.9. Ten byl následně přejmenován na Netscape Navigator, aby se přešlo sporům o ochranou známku, kterou vlastnila NCSA. Tam, nyní již vývojáři Netscape, vytvořili webový prohlížeč NCSA Mosaic. Netscape Navigator však s tímto prohlížečem neměl žádný společný kód.
Společnost neušla pozornosti Microsoftu. Jeho zástupci v červnu 1995 několikrát navštívili Netscape s návrhem, který by mu umožnil vyvíjet webový prohlížeč pro Windows a Netscape by si ponechal ostatní platformy. Byl však odmítnut.
Microsoft následně uvolnil webový prohlížeč Internet Explorer jako součást bonusového balíčku pro Windows 95. Ten nebyl založen na prohlížeči NCSA Mosaic, jak se obecně předpokládalo, ale na verzi Mosaicu vyvíjeného v Spyglass. Microsoft následně vydal několik dalších verzí a přišlo období, které se obecně nazývá jako válka prohlížečů. Během ní jak vývojáři Netscape Navigátorů, tak Internet Exploreru přidali do prohlížečů celou řadu funkcí, které ne vždy fungovaly korektně.
Netscape začal být se svým prohlížečem v nevýhodě. Částečně to bylo způsobeno integrací prohlížeče Internet Explorer do Windows 98, částečně tím, že se celý produkt začal stávat zastaralým a plným chyb. Microsoft navíc poskytoval prohlížeč zdarma, což donutilo společnost Netscape (tehdy prodávající svůj prohlížeč) jej uvolnit zdarma. Tím společnost přišla o značnou část příjmů.

### Uvolnění kódu jako open-source
V lednu 1998 Netscape založil open-source projekt Mozilla. Doufal, že se projekt stane populárním a pomůže společnosti vydobýt ztracenou slávu. Vývoj probíhal pod licencí NPL, která je podobná licenci GPL, ale umožňuje vydávat produkty bez nutnosti zveřejnění jejího zdrojového kódu.

### Pod vlajkou AOL
24. listopadu 1998 byl Netscape koupen společností AOL. 14. listopadu 2000 byl uvolněn Netscape 6, který byl založen na Mozille 0.6. Ten se setkal s velkou kritikou, protože se jednalo o nefinální produkt, který byl pomalý a plný chyb. Tato situace se zlepšila srpnu 2001, kdy byl vydán Netscape 6.1, který byl založen na Mozille 0.9.2. O rok později byla vydána verze 7.0, která byla založena na Mozille 1.0.

### "Rozpuštění" Netscape
Po soudních tahanicích se společností Microsoft se kterou se AOL soudil za zneužití dominantního postavení na trhu, kterého se měl dopustit integrací webového prohlížeče do svého operačního systému, došlo k mimosoudnímu vyrovnání ve výši 750 000 000 dolarů. Společnost tak již neměla důvod držet webový prohlížeč při životě a 15. července 2003 propustila většinu vývojářů. Projekt Mozilla.org se přetransformoval na nadaci Mozilla Foundation a společnost se vzdala dalšího angažování v projektu. Navzdory tomu vyšel ještě 18. srpna 2004 Netscape 7.2, který byl posledním prohlížečem založeným na Mozilla Suite.
12. října 2004 byl ukončen provoz serveru Netscape DevEdge, který byl hlavním zdrojem dokumentace k webovým prohlížečům Netscape a k webovém technologiím obecně. Část obsahu byla převzata Mozilla Foundation a vytvořila základ Mozilla Developer Center.

### Netscape dnes
AOL značku Netscape stále používá, nicméně ne již pro prohlížeče. Společnost vydávala prohlížeč Netscape Browser, který byl založen na Mozilla Firefoxu. Jeho vývoj nezajišťovalo AOL, ale kanadská firma Mercurial Communications. Prohlížeč se nedočkal významnějšího zastoupení na trhu a začátkem roku 2008 byl jeho vývoj ukončen.